# Centropyge resplendens
Centropyge resplendens är en fiskart som beskrevs av Lubbock och Sankey, 1975. Centropyge resplendens ingår i släktet Centropyge och familjen Pomacanthidae. IUCN kategoriserar arten globalt som livskraftig. Inga underarter finns listade i Catalogue of Life.